# Global Wars (2015)
Global Wars (2015) foi um evento de luta livre profissional co-produzido pela New Japan Pro Wrestling e Ring of Honor, que ocorreu nos dias 15 e 16 de maio de 2015 no Ted Reeve Arena na cidade de Toronto, Ontário, Canadá. A primeira noite foi transmitida em formato ipay-per-view e a segunda como gravações para o programa semanal da ROH, o Ring of Honor Wrestling. Esta foi a quarta edição da cronologia do Global Wars, o segundo realizado conjuntamente entre Ring of Honor e NJPW.

## Antes do evento
Global Wars teve lutas de wrestling profissional envolvendo diferentes lutadores com rivalidades e storylines pré-determinadas que se desenvolveram no Ring of Honor Wrestling — programa de televisão da Ring of Honor (ROH). Os lutadores interpretaram um vilão ou um mocinho seguindo uma série de eventos para gerar tensão, culminando em várias lutas.

## Resultados

### Noite 1
| Nº                                          | Resultados | Estipulações                                           | Tempo |
| ------------------------------------------- | --- | ------------------------------------------------------ | ----- |
| Dark                                        | Dalton Castle derrotou Donovan Dijak | Luta individual                                        | N/A   |
| 1                                           | Gedo e Moose (com Stokely Hathaway e Veda Scott) derrotaram Silas Young e Takaaki Watanabe                                                                                | Luta de duplas                                         | 8:01  |
| 2                                           | Kushida derrotou Chris Sabin e Kyle O'Reilly | Luta three-way                                         | 9:58  |
| 3                                           | The Kingdom (Matt Taven e Michael Bennett) (com Maria Kanellis) derrotou Jushin Thunder Liger e Matt Sydal                                                                | Luta de duplas                                         | 9:12  |
| 4                                           | Kazuchika Okada (com Gedo) derrotou Cedric Alexander | Luta individual                                        | 12:15 |
| 5                                           | The Addiction (Christopher Daniels e Frankie Kazarian) derrotou The Decade (Adam Page e B.J. Whitmer) (com Colby Corino) e Roppongi Vice (Baretta e Rocky Romero)         | Luta de três duplas                                    | 14:39 |
| 6                                           | Shinsuke Nakamura derrotou ACH | Luta individual                                        | 12:39 |
| 7                                           | Jay Lethal (c) (com Donovan Dijak) derrotou Tetsuya Naito | Luta individual pelo ROH World Television Championship | 12:18 |
| 8                                           | Hiroshi Tanahashi derrotou Michael Elgin | Luta individual                                        | 17:08 |
| 9                                           | ROH All Stars (Hanson, Jay Briscoe, Mark Briscoe, Ray Rowe e Roderick Strong) derrotou Bullet Club (A.J. Styles, Doc Gallows, Karl Anderson, Matt Jackson e Nick Jackson) | Luta de quintetos                                      | 16:48 |
| (c) – Refere-se aos campeões antes da luta. | |                                                        |       |

### Noite 2
| Nº                                          | Resultados | Estipulações                                         | Tempo |
| ------------------------------------------- | --- | ---------------------------------------------------- | ----- |
| 1                                           | Kushida derrotou Will FerraraWatanabe | Luta individual                                      | 5:15  |
| 2                                           | Silas Young derrotou Takaaki Watanabe | Luta individual                                      | 6:18  |
| 3                                           | Moose derrotou Colby Corino (com Adam Page e B.J. Whitmer)                                                                                    | Luta individual                                      | 2:44  |
| 4                                           | The Briscoes (Jay Briscoe e Mark Briscoe) derrotaram The House of Truth (Donovan Dijak e J. Diesel) (com Truth Martini)                       | Luta de duplas                                       | 11:03 |
| 5                                           | Kyle O'Reilly derrotou The Addiction (Christopher Daniels e Frankie Kazarian) (c) por desqualificação                                         | Luta 2-contra-1 pelo ROH World Tag Team Championship | 4:16  |
| 6                                           | Jushin Thunder Liger derrotou Dalton Castle (com the Boys)                                                                                    | Luta individual                                      | 9:58  |
| 7                                           | Bob Evans vs. Cheeseburger acabou sem vencedor                                                                                                | Luta individual                                      | 3:00  |
| 8                                           | Bullet Club (Doc Gallows e Karl Anderson) vs. The Kingdom (Matt Taven e Michael Bennett) (com Maria Kanellis) acabou em dupla desqualificação | Luta de duplas                                       | 9:38  |
| 9                                           | War Machine (Hanson e Ray Rowe) derrotou The Decade (Adam Page e Colby Corino) (com B.J. Whitmer)                                             | Luta de duplas                                       | 2:12  |
| 10                                          | Cedric Alexander derrotou Moose (com Stokely Hathaway e Veda Scott)                                                                           | Luta individual                                      | 9:05  |
| 11                                          | Hiroshi Tanahashi e Tetsuya Naito derrotaram ACH e Matt Sydal                                                                                 | Luta de duplas                                       | 11:12 |
| 12                                          | Shinsuke Nakamura derrotou Roderick Strong | Luta individual                                      | 17:05 |
| 13                                          | Michael Elgin derrotou Gedo | Luta individual                                      | 8:05  |
| 14                                          | Bullet Club (A.J. Styles, Matt Jackson e Nick Jackson) derrotou Chaos (Baretta, Kazuchika Okada e Rocky Romero)                               | Luta de trios                                        | 17:25 |
| (c) – Refere-se aos campeões antes da luta. | |                                                      |       |